# Tournoi de clôture du championnat du Chili de football 2006
Navigation
Tournoi précédent Tournoi suivant
Le tournoi de clôture de la saison 2006 du Championnat du Chili de football est le second tournoi de la soixante-quatorzième édition du championnat de première division au Chili. 
La saison sportive est scindée en deux tournois saisonniers, Ouverture et Clôture, qui décerne chacun un titre de champion. Le fonctionnement de chaque tournoi est le même ; une première phase voit les équipes réparties en quatre poules où elles affrontent les autres équipes une seule fois, dix équipes se qualifient pour la seconde phase, jouée en matchs à élimination directe. Le vainqueur du tournoi de Clôture se qualifie pour la Copa Libertadores 2007.
La relégation est normalement décidée à l'issue du tournoi de Clôture. Un classement cumulé des deux tournois 2006 est effectué et les deux derniers de ce classement sont relégués et remplacés par les deux meilleures équipes de Segunda Division, la deuxième division chilienne, tandis que les 17e et 18e doivent disputer un barrage de promotion-relégation face aux 3e et 4e de D2.
C'est le club de Colo Colo, tenant du titre, qui remporte le tournoi après avoir battu Audax Italiano en finale. C'est le vingt-cinquième titre de champion du Chili de l'histoire du club.

## Les clubs participants
| - Colo Colo - CD Universidad Católica - CF Universidad de Chile - CD Santiago Morning - CD Coquimbo Unido - CSD Rangers - Club de Deportes Cobreloa - Club Deportivo Huachipato - Club Deportivo O'Higgins - CD Everton de Viña del Mar | - Club de Deportes Cobresal - Unión Española - Club de Deportes Antofagasta - Audax Italiano - Club Deportivo Palestino - CD Puerto Montt - CD Universidad de Concepción - Santiago Wanderers - Club Deportes Concepción - Forfait - Deportes La Serena |

## Compétition
Le barème utilisé pour établir le classement est le suivant :
- Victoire : 3 points
- Match nul : 1 point
- Défaite : 0 point

### Première phase
Les deux premiers de chaque poule se qualifient pour la seconde phase. Si un troisième, voire un quatrième termine avec un meilleur total de points que le moins bon deuxième, ils disputent un tour préliminaire.
| Rang | Équipe                    | Pts | J  | G  | N | P  | Bp | Bc | Diff |
| ---- | ------------------------- | --- | -- | -- | - | -- | -- | -- | ---- |
| 1    | Club de Deportes Cobreloa | 37  | 18 | 11 | 4 | 3  | 40 | 24 | +16  |
| 2    | Colo Colo                 | 29  | 18 | 8  | 5 | 5  | 37 | 31 | +6   |
| 3    | Santiago Wanderers        | 28  | 18 | 8  | 4 | 6  | 22 | 21 | +1   |
| 4    | Club Deportivo Palestino  | 20  | 18 | 5  | 5 | 8  | 16 | 25 | -9   |
| 5    | Club de Deportes Cobresal | 18  | 18 | 5  | 3 | 10 | 20 | 28 | -8   |

| Rang | Équipe                    | Pts | J  | G  | N | P  | Bp | Bc | Diff |
| ---- | ------------------------- | --- | -- | -- | - | -- | -- | -- | ---- |
| 1    | Club Deportivo O'Higgins  | 35  | 18 | 10 | 5 | 3  | 31 | 20 | +11  |
| 2    | CD Coquimbo Unido         | 29  | 18 | 8  | 5 | 5  | 23 | 22 | +1   |
| 3    | CSD Rangers               | 24  | 18 | 6  | 6 | 6  | 22 | 24 | -2   |
| 4    | Club Deportivo Huachipato | 20  | 18 | 6  | 2 | 10 | 29 | 32 | -3   |
| 5    | Unión Española            | 14  | 18 | 3  | 5 | 10 | 20 | 34 | -14  |

|  | Qualification pour la seconde phase               |
|  | T : Tenant du titre P : Promu de Segunda Division |

| Rang | Équipe                       | Pts | J  | G  | N | P | Bp | Bc | Diff |
| ---- | ---------------------------- | --- | -- | -- | - | - | -- | -- | ---- |
| 1    | CD Puerto Montt              | 33  | 18 | 10 | 3 | 5 | 26 | 21 | +5   |
| 2    | Audax Italiano               | 29  | 18 | 9  | 2 | 7 | 32 | 24 | +8   |
| 3    | CD Universidad de Concepción | 25  | 18 | 7  | 4 | 7 | 34 | 30 | +4   |
| 4    | Deportes La Serena           | 18  | 18 | 4  | 6 | 8 | 32 | 39 | -7   |
| 5    | CD Santiago Morning          | 17  | 18 | 4  | 5 | 9 | 22 | 32 | -10  |

| Rang | Équipe                       | Pts | J  | G | N | P | Bp | Bc | Diff |
| ---- | ---------------------------- | --- | -- | - | - | - | -- | -- | ---- |
| 1    | CD Universidad Católica      | 31  | 18 | 9 | 4 | 5 | 24 | 18 | +6   |
| 2    | CF Universidad de Chile      | 23  | 18 | 7 | 2 | 9 | 24 | 25 | -1   |
| 3    | Club de Deportes Antofagasta | 21  | 18 | 5 | 6 | 7 | 25 | 25 | 0    |
| 4    | CD Everton de Viña del Mar   | 21  | 18 | 5 | 6 | 7 | 23 | 27 | -4   |

### Seconde phase
Tour préliminaire :
| Équipe 1           | Résultat | Équipe 2                |
| ------------------ | -------- | ----------------------- |
| Santiago Wanderers | 0 - 1    | CF Universidad de Chile |

Quarts de finale :
| Équipe 1                | Résultat | Équipe 2                  | Aller | Retour |
| ----------------------- | -------- | ------------------------- | ----- | ------ |
| Audax Italiano          | 4 - 0    | CD Universidad Católica   | 1 - 0 | 3 - 0  |
| Colo Colo               | 5 - 0    | CD Puerto Montt           | 1 - 0 | 4 - 0  |
| CF Universidad de Chile | 2 - 3    | Club de Deportes Cobreloa | 1 - 0 | 1 - 3  |
| CD Coquimbo Unido       | 1 - 2    | Club Deportivo O'Higgins  | 0 - 0 | 1 - 2  |

Demi-finales :
| Équipe 1       | Résultat | Équipe 2                 | Aller | Retour |
| -------------- | -------- | ------------------------ | ----- | ------ |
| Audax Italiano | 6 - 5    | Club Deportivo O'Higgins | 4 - 1 | 2 - 4  |
| Colo Colo      | 6 - 3    | CD Puerto Montt          | 1 - 0 | 4 - 0  |

Finale :
| 20 décembre 2006 | Colo Colo                                 | 3 - 0 | Audax Italiano | Estadio Nacional, Santiago du Chili            |                                                |
|                  | Fernández 22e · Suarez 55e · Meléndez 85e |       |                | Spectateurs : 30 000 Arbitrage : Enrique Osses | Spectateurs : 30 000 Arbitrage : Enrique Osses |

| 23 décembre 2006 | Audax Italiano               | 2 - 3 | Colo Colo                 | Estadio Nacional, Santiago du Chili             |                                                 |
|                  | Villanueva 47e · Paruolo 90e |       | Suazo 77e, 81e · Mena 88e | Spectateurs : 65 000 Arbitrage : Carlos Chandia | Spectateurs : 65 000 Arbitrage : Carlos Chandia |

### Classement cumulé
Un classement cumulé des trois dernières saisons est effectué afin de déterminer à la fois la troisième équipe qualifiée pour la Copa Libertadores (par le biais du tour préliminaire) mais aussi les deux équipes reléguées. Du fait de la double victoire de Colo Colo, c'est le finaliste du tournoi Clôture qui récupère la deuxième place en Copa Libertadores.
| Rang | Équipe                       | Pts | J  | G  | N  | P  | Bp | Bc | Diff |
| ---- | ---------------------------- | --- | -- | -- | -- | -- | -- | -- | ---- |
| 1    | Colo ColoO C                 | 69  | 36 | 21 | 6  | 9  | 91 | 53 | +38  |
| 2    | Club de Deportes Cobreloa    | 67  | 36 | 20 | 7  | 9  | 72 | 48 | +24  |
| 3    | CD Universidad Católica      | 63  | 36 | 18 | 9  | 9  | 51 | 38 | +13  |
| 4    | Audax ItalianoCf             | 61  | 36 | 18 | 7  | 11 | 64 | 46 | +18  |
| 5    | CD Universidad de Concepción | 58  | 36 | 16 | 10 | 10 | 65 | 53 | +12  |
| 6    | CF Universidad de ChileOf    | 58  | 36 | 17 | 7  | 12 | 51 | 45 | +6   |
| 7    | Club Deportivo Huachipato    | 56  | 36 | 17 | 5  | 14 | 61 | 51 | +10  |
| 8    | Club Deportivo O'Higgins     | 56  | 36 | 15 | 11 | 10 | 51 | 45 | +6   |
| 9    | CD Puerto Montt              | 50  | 36 | 14 | 8  | 14 | 59 | 53 | +6   |
| 10   | CD Coquimbo Unido            | 46  | 36 | 11 | 13 | 12 | 39 | 48 | -9   |
| 11   | Santiago Wanderers           | 45  | 36 | 13 | 6  | 7  | 38 | 51 | -13  |
| 12   | Club de Deportes Antofagasta | 42  | 36 | 10 | 12 | 14 | 51 | 56 | -5   |
| 13   | Unión Española               | 42  | 36 | 11 | 9  | 16 | 44 | 55 | -11  |
| 14   | CD Everton de Viña del Mar   | 42  | 36 | 10 | 12 | 14 | 43 | 54 | -11  |
| 15   | Deportes La Serena           | 40  | 36 | 9  | 13 | 14 | 64 | 70 | -6   |
| 16   | Club de Deportes Cobresal    | 40  | 36 | 11 | 7  | 18 | 46 | 60 | -14  |
| 17   | CSD Rangers                  | 40  | 36 | 10 | 10 | 16 | 48 | 64 | -16  |
| 18   | Club Deportivo Palestino     | 36  | 36 | 9  | 9  | 18 | 38 | 60 | -22  |
| 19   | CD Santiago Morning          | 29  | 36 | 6  | 11 | 19 | 37 | 63 | -26  |

|  | Qualification pour la Copa Libertadores 2007                                                                                                |
|  | Qualification pour le tour préliminaire de la Copa Libertadores 2007                                                                        |
|  | Participation au barrage de promotion-relégation                                                                                            |
|  | Relégation directe en Segunda División |
|  | O : Vainqueur du tournoi Ouverture Of : Finaliste du tournoi Ouverture C : Vainqueur du tournoi Clôture Cf : Finaliste du tournoi Ouverture |

#### Barrage de promotion-relégation
| Équipe 1                      | Résultat      | Équipe 2                            | Aller | Retour |
| ----------------------------- | ------------- | ----------------------------------- | ----- | ------ |
| CSD Rangers                   | 3 - 3 3-4 tab | Club de Deportes Lota Schwager (D2) | 2 - 1 | 1 - 2  |
| CD Arturo Fernandez Vial (D2) | 1 - 4         | Club Deportivo Palestino            | 1 - 3 | 0 - 1  |

## Bilan du tournoi
| Championnat du Chili de football 2006 |                                               |
| Champion                              | Colo Colo (25e titre)                         |
| Qualifications continentales          |                                               |
| Copa Libertadores 2007                | Colo Colo                                     |
| Copa Libertadores 2007                | Audax Italiano                                |
| Copa Libertadores 2007                | Club de Deportes Cobreloa (tour préliminaire) |
| Promotions et relégations             |                                               |
| Promus en Primera División            | Deportes Melipilla                            |
| Promus en Primera División            | Deportivo Ñublense                            |
| Promus en Primera División            | Club de Deportes Lota Schwager                |
| Relégués en Segunda División          | CD Santiago Morning                           |
| Relégués en Segunda División          | CSD Rangers                                   |